# 瑞利阿克瑞斯 (北达科他州)
瑞利阿克瑞斯（英語：Reile's Acres），是美国北达科他州下属的一座城市。根据2010年美国人口普查，该市有人口513人。2011年估计该市有人口520人，相对于2010年，增长率为1.36%。